# HMS Surprise (1794)
HMS Surprise – brytyjska fregata żaglowa pozostająca w służbie w latach 1796–1802, zwodowana 16 stycznia 1794 w Hawrze jako 32-działowa korweta Francuskiej Marynarki Wojennej o nazwie „Unité”.
20 kwietnia 1796 roku „Unité” została zdobyta przez brytyjską fregatę HMS „Inconstant” (36 dział) u wybrzeży Algierii. Po zmianie nazwy na HMS Surprise służyła w Royal Navy jako fregata szóstego stopnia do lutego 1802 roku, kiedy została sprzedana.

## HMS „Surprise” w literaturze i filmie
HMS „Surprise” to okręt dowodzony przez kapitana Jacka „Szczęściarza” Aubreya, bohatera serii 21 powieści historycznych o Jacku Aubreyu i Stephenie Maturinie pisanych w latach 1970–2000 przez Patricka O’Briana. W 1973 roku wydana została trzecia część serii pod tytułem HMS Surprise.
Na podstawie serii O’Briana w 2003 roku powstał film Pan i władca: Na krańcu świata (reż. Peter Weir), w którym jako HMS „Surprise” wykorzystano zaadaptowaną replikę innego okrętu marynarki brytyjskiej – HMS „Rose” (20 dział) – zbudowaną w 1970 roku.